# Josef Emanuel Schnirch

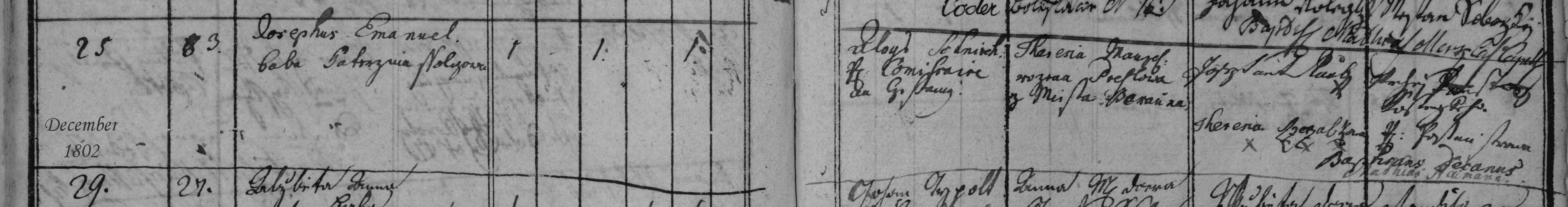
matriční zápis o narození a křtu Josefa Emanuela Schnircha (matrika N 1802-1827 Sobotka (SOA Zámrsk))

Josef Emanuel Schnirch (25. prosince 1802 Sobotka – 20. července 1877 Praha) byl český inženýr a projektant. Často spolupracoval se svým strýcem Bedřichem Schnirchem. Byl silně vlastenecky založen a stýkal se s řadou osobností národního obrození.

## Život

### Mládí
Narodil se v Sobotce 25. prosince 1802. Po absolvování pražské polytechniky, na níž byl žákem Františka Josefa Gerstnera.

### Inženýr

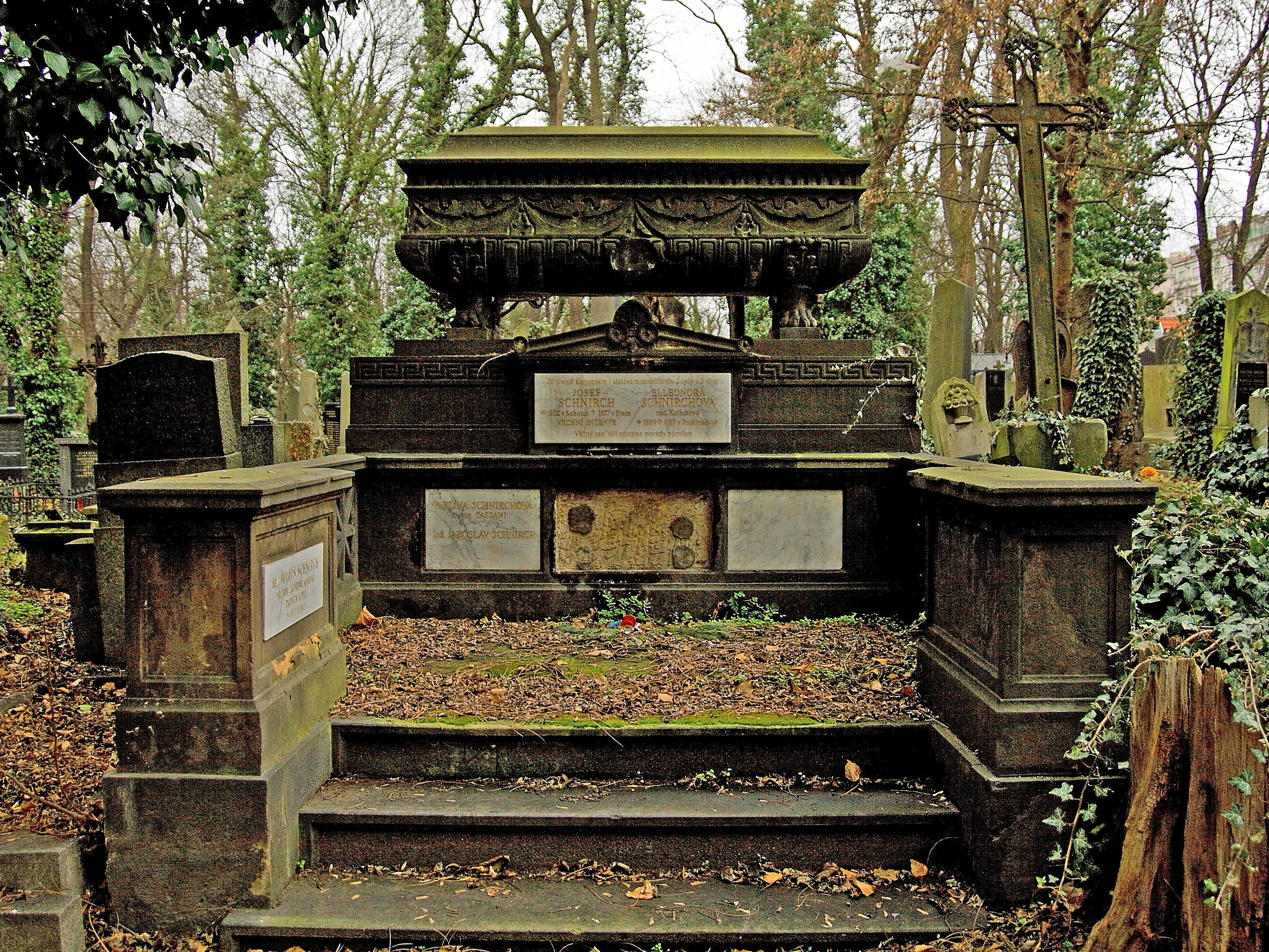
Hrobka rodiny Josefa Schnircha na Olšanských hřbitovech

Pracoval se svým strýcem Bedřichem Schnirchem. Současně působil i ve státních institucích (c. k. cestmistr, vrchní inženýr c.k. státní dráhy). Za prací se často stěhoval i spolu s početnou rodinou a sedmi dětmi. V roce 1857 byl vyznamenán záslužným křížem s korunou, který opravňoval k žádosti o udělení šlechtického titulu, o který však z vlasteneckých pohnutek nepožádal. V roce 1859 se přestěhoval do Štýrského Hradce, kde pracoval v Technicko-vědeckém ústavu a psal odborné knihy. Roku 1873 se odstěhoval do Prahy, kde již na odpočinku nechal postavit svému synovi, sochaři Bohuslavu Schnirchovi, dům s ateliérem v Praze na Vinohradech.

### Úmrtí
Dne 20. července 1877 zemřel na záchvat mrtvice, pohřben je na Olšanských hřbitovech.

## Dílo
Vypracoval projekt železnice z Lublaně do Terstu a řadu mostů, tunelů i viaduktů po celém území monarchie.
Spolupracoval na Ottově slovníku naučném, podporoval umění a vědu.